# Elaphrolaelaps
Elaphrolaelaps  es un género de ácaros perteneciente a la familia Pachylaelapidae.

## Especies
Elaphrolaelaps Berlese, 1910
- - Elaphrolaelaps fenestratus Berlese, 1910
  - Elaphrolaelaps nepalensis Samsinak & Daniel, 1978
  - Elaphrolaelaps sternalis (Ryke, 1959)